# Furna (Santa Catarina)
Furna es una localidad caboverdiana del municipio de Santa Catarina.

## Geografía
La localidad está situada en la isla de Santiago.

## Organización territorial
La localidad abarca los lugares y barrios de:
- Boqueirão/Serrado
- Cativo
- Chã de Ouro
- Chão de Pinha
- Costa Mato
- Cutelo da Veiga
- Cutelo Varela
- Funco
- Furna Abaixo
- Lém da Mora
- Pico Rebelo
- Ribeirão Constantina